# Striscia di Aozou
La Striscia di Aozou (anche Striscia Aouzou) (in francese Bande d'Aozou, in arabo قطاع أوزو) è un territorio prevalentemente desertico, che si trova nel nord del Ciad (regione di Borkou-Ennedi-Tibesti), lungo il confine con la Libia.
Larga circa 100 km e lunga circa 1 000, la striscia si estende su una superficie di 114000 km². A causa della presenza di depositi di uranio, sorse una disputa tra il Ciad e la Libia per il controllo di quest'area, che portò alla guerra tra i due Paesi. Nel 1973 la Libia iniziò operazioni militari nella striscia di Aozou per ottenere accesso ai minerali ed influenzare la politica del Ciad.

## Le dispute per il territorio
La Libia basava la sua rivendicazione di questa area su un trattato del 1935 tra l'Italia e la Francia, rispettivamente potenze coloniali in Libia e in Ciad: si tratta del cosiddetto "trattato Mussolini-Laval". Il trattato prevedeva la cessione della striscia di Aozou da parte della Francia all'Italia come premio per la partecipazione italiana alla prima guerra mondiale. Nel 1955 il governo libico di re Idris I cedette nuovamente la striscia alla Francia. 
Dopo la conquista del potere da parte del colonnello Gheddafi la Libia non riconoscendo la cessione del 1955 invase nuovamente la striscia di Aozou, e, dopo aver consolidato la sua stretta su questo territorio, lo annesse ufficialmente nel 1976. La frontiera reclamata dal governo del Ciad era invece basata su quanto sancito dal suddetto trattato di re Idris di Libia con la Francia del 1955, il quale, a sua volta, si riferiva ad un precedente accordo del 1899 tra Regno Unito e Francia sulle reciproche "sfere di influenza" nella zona. Quest'ultimo poneva il confine fra territori britannici e francesi proprio sulla striscia di Aozou, che rimaneva in territorio francese. Tale rivendicazione era appoggiata da tutti i partiti e fazioni del Ciad, nonostante le marcate divisioni in altri campi.

## Il conflitto libico-ciadiano
Le forze del Ciad (appoggiate dai francesi) condussero nel 1987 una campagna militare contro le forze libiche, per ottenere il loro ritiro dalla striscia di Aozou. Aozou cadde a fine agosto 1987 dopo aspri combattimenti. Un contrattacco libico venne respinto e l'esercito del Ciad penetrò a sua volta in territorio libico distruggendo tre basi aeree nel deserto libico meridionale (4 settembre 1987). Un cessate il fuoco tra Ciad e Libia si ebbe tra il 1987 ed il 1988, seguito da negoziati che tuttavia terminarono senza successo negli anni seguenti.

## La situazione dagli anni '90 ad oggi
Nel 1994 la Corte internazionale di giustizia si pronunciò a favore della sovranità del Ciad sopra la striscia di Aozou, mettendo fine all'occupazione libica.
Subito dopo la sentenza della Corte internazionale fu mandata nella striscia la missione di peacekeeping delle Nazioni Unite UNASOG per verificare il rispetto della sovranità del Ciad sulla zona.